# دائرة بئر قصد علي
بئر قاصد علي هي من أكبر الدوائر بولاية برج بوعريريج الجزائرية تبعد بثلاثون كيلو متر شرق الولاية البرج تحدها ولاية سطيف شرق وشمال جنوب ولاية المسيلة وتمتاز بترب خصب صالحة لازراعة كم تمتاز بسد عين زادة الذي يمول ولايتي سطيف البرج وبويرة.

## مواضيع ذات صلة
- دوائر ولاية برج بوعريريج